# Австралийско келпи
Австралийското келпи е порода кучета, чийто произход е от Австралия.

## История на породата
Първите сведения за тази порода са от края на XIX век. Единодушно мнение за произхода ѝ не съществува. Най-вероятно, келпито произлиза от колитата, донесени от първите шотландски заселници. Съществува и мнението, че участие в селектирането на породата има дивото Австралийско динго.
Съвременната селекция на Австралийското келпи е от 1956 г.